# 殷簡之
殷简之（4世纪—405年），东晋陈郡长平县（治今河南省西华县东北）人。殷仲堪的儿子。
父亲死后，殷简之送葬到丹徒，居住在墓侧。反对桓玄的战争兴起，殷简之率私人的僮客跟随讨伐桓玄。桓玄死后，殷简之生吃桓玄之肉。攻打桓振的战役，晋军失利，殷简之战死。弟弟殷旷之，有父风，官至剡令。